# ريو هاسيغاوا
ريو هاسيغاوا (باليابانية: 長谷川凌) هو لاعب كرة قدم ياباني في مركز حراسة المرمى، ولد في 21 أبريل 1999 في طوكيو في اليابان. لعب مع ميتو هوليهوك.

## وصلات خارجية
- ريو هاسيغاوا على موقع رابطة كرة القدم اليابانية للمحترفين (اليابانية)
- ريو هاسيغاوا على موقع قاعدة بيانات كرة القدم.إي يو (الإنجليزية)
- ريو هاسيغاوا على موقع Soccerway.com (الإنجليزية)
- ريو هاسيغاوا على موقع عالم كرة القدم.نت (الإنجليزية)